# 博齊亞尼夫卡
50°25′1″N 25°58′28″E / 50.41694°N 25.97444°E
博齊亞尼夫卡（烏克蘭語：Боцянівка），是烏克蘭的村落，位於該國西北部羅夫諾州，由杜布諾區負責管轄，面積0.12平方公里，海拔高度233米，2001年人口45，人口密度每平方公里371.9人。